# Agde
Agde er en kommune i Hérault departmentet i det sydlige Frankrig. Dets indbyggere bliver kaldt Agathois
Den ligger ved floden Hérault, 4 km fra Middelhavet, ca 50 km sydvest for Montpellier og ca. 750 km fra Paris.
Agde er velkendt for den brune basalt som anvendes lokalt til eksempelvis katedralen Saint-Étienne fra 1100-tallet, som blev bygget ovenpå en romansk kirke fra 400-tallet.